# Luigi Micheluzzi
Luigi Micheluzzi (Canazei, 15 luglio 1900 – Canazei, 18 febbraio 1976) è stato un alpinista italiano.
Fu il primo italiano ad aprire una via di VI grado, difficoltà a cui erano giunti nelle Dolomiti già alcuni austriaci e tedeschi.

## Biografia
Luigi Micheluzzi nacque nel quartiere “Cleva” nella frazione “Gries” di Canazei in Val di Fassa il 15 luglio 1900, da Giovanni Battista Micheluzzi (nome abbreviato in Gio Batta) nato l’08.03.1850 e da Maria Cattarina Valeruz nata il 03.04.1856.
All’epoca, come avviene peraltro ancora oggi, ogni ceppo del paese aveva un soprannome di famiglia, che solitamente derivava dal nome di un suo esponente più in vista o più conosciuto o simbolicamente più identificabile dal resto della comunità. Il soprannome poteva derivare anche da un tratto caratteriale tipico della personalità dei suoi membri o dal mestiere di famiglia. Così, anche la famiglia di Luigi aveva il suo soprannome che era “de la Simonina”. La madre di Luigi infatti, Maria Cattarina Valeruz era figlia di Simone Valeruz ed era quindi conosciuta in paese come “Simonina”, piccola Simona. Così a cascata, Luigi e i suoi fratelli e sorelle erano “de la Simonina”, figli di “Simonina”.
In paese il nome di Luigi venne presto sostituito dal nome più diretto e cordiale di “Gigio”: in modo inequivocabile era quindi conosciuto da tutti in paese come “Gigio de la Simonina” o anche, meno comunemente, “Gigio Simonin”.

### Il lavoro e la guerra
Uno dei lavori più comuni per la gente del posto era quello di pastore. Luigi così, già all’età di otto anni, cominciò a fare il pastore nella stagione estiva, seguendo le mucche sui pascoli soprastanti l’abitato di Gries, chiamati la “Mont de Gries” dove l’erba era più buona, ed in Val Duron sopra Campitello di Fassa. Successivamente cominciò a lavorare come falegname, e una volta acquisita la necessaria perizia nel lavoro, aprì a Gries di Canazei il proprio laboratorio, dove lavorava nell’arco di tutto l’anno prettamente nei giorni di brutto tempo e nella stagione invernale, anche con macchine, che si dice in paese furono le prime piallatrici ad arrivare nell’alta Val di Fassa.
Durante la Prima guerra mondiale, nel 1917 anche lui fu effettivamente chiamato a prestare l’addestramento del servizio militare austro-ungarico, arruolato tra le sue file, ma fortunatamente non fece in tempo ad essere chiamato ai combattimenti. Con la stipula dell’armistizio di Villa Giusti del 03.11.1918 l’Italia e l’Impero austro-ungarico cessarono le ostilità, e questo permise a Luigi di salvarsi dalla carneficina della guerra. L’armistizio fu provvidenziale ed un vero colpo di fortuna, altrimenti anche lui sarebbe finito chissà su quale fronte a combattere senza alcuna preparazione militare, in mezzo all’orrore e al sangue della guerra. Tre settimane dopo l’armistizio, il 24.11.1918, le truppe italiane occuparono la Val di Fassa.
Al termine delle ostilità Luigi venne subito inquadrato nelle truppe alpine italiane, parificato insieme agli altri ex soldati austro-ungarici come soldato semplice nel Corpo degli Alpini, con la matricola n. 123.

### L'attività di guida alpina
L’avvicinamento al mondo dell’arrampicata avvenne nel modo più naturale possibile: "Ogni albero, ogni roccia, ogni sentiero ripido e scosceso era mio, e mi attirava con un fascino particolare ed irresistibile".
La costituzione di Luigi era esile e mingherlina, ma questo era un pregio e gli consentiva una invidiabile agilità di movimento e la capacità di fare meno sforzo rispetto ai giovani coetanei. Non dava l’impressione di avere bisogno di particolare forza per salire la roccia. “Mi piaceva, sentivo tutti i nervi che tiravano”.
Luigi cominciò ad arrampicare così, senza particolari preconcetti sull’etica arrampicatoria che si erano sviluppati fino a quel momento. Non conosceva certo le diatribe sull’etica dell’alpinismo o le ultime novità in fatto di materiali e di tecnica, ed anzi faceva semplicemente come era capace e al meglio che poteva, con le pochissime attrezzature delle quali era in possesso e che condivideva con il fratello Simone.
Le palestre di allenamento erano le pareti dolomitiche più piccole, come le Torri del Sella, ma anche i sassi alti una decina di metri che gli capitava di trovare sui pascoli: già a quell’epoca i valligiani praticavano il “bouldering” su rocce più o meno alte. Luigi andava abitualmente con Simone ad arrampicare sui sassi di Pian de Schiavaneis.
Luigi stesso racconterà come iniziò la sua vita in montagna e come era andata la selezione da portatore alla quale si era presentato all’età di 26 anni, nell’estate del 1926: "Ho cominciato a otto anni, mentre portavo le mucche al pascolo, ad arrampicarmi su alti alberi senza rami, su grandi massi e così finii per diventare guida alpina. Quando mi presentai agli esami di portatore mi dissero: "Ma tu sei altro che questo, sei una vera guida alpina", e mi diedero il libretto.".
Le vie aperte da Luigi Micheluzzi:
- 01.08.1927 Punta Emma (Gruppo del Catinaccio), 2617 mt. - Parete nord-ovest. - 120 mt. IV - Luigi Micheluzzi e Fortunato Ploner
- 18.08.1928 Piz Ciavazes (Gruppo del Sella), 2831 mt. - Parete sud – “Piccola Micheluzzi”. - 550 mt. (250 mt. la parte inferiore). V- - Luigi Micheluzzi con William Nino Rogers e Piero Slocovich
- 27.07.1929 Punta Emma (Gruppo del Catinaccio), 2617 mt. - Parete sud – Via Fedele. Prima Ripetizione. - 300 mt. V- - Luigi Micheluzzi con Piero Slocovich, Leo Krauss e Adriano Dal Lago
- 01.08.1929 Roda de Mulon (Gruppo della Marmolada), 2882 mt. - Parete nord – Via Langes-Laufenbichler. Variante. - 220 mt. la variante. V - Luigi Micheluzzi con Piero Slocovich e Leo Krauss
- 06-07.09.1929 Marmolada, Punta Penia, 3343 mt. - Pilastro sud – Via direttissima della Parete sud. - 600 mt. VI+ - Luigi Micheluzzi, Roberto Perathoner con Demeter Walther Christomannos
- 27.07.1930 Campanile Basso (Gruppo del Brenta), 2887 mt. - Parete est – Via Preuss. Prima ripetizione italiana. - 120 mt. V- - Luigi Micheluzzi con Piero Slocovich e Leo Krauss
- 21.09.1931 Dente del Cimone (Pale di San Martino), 2850 mt. - Parete sud – Via Micheluzzi. - 300 mt. (600 mt. di sviluppo). V+ - Luigi Micheluzzi con Delio Burchiani e Pier Francesco Pastore
- 23.09.1931 Campanile di Castrozza (Pale di San Martino), 2750 mt. - Parete nord-est – Via Micheluzzi. - 300 mt. IV - Luigi Micheluzzi con Delio Burchiani e Pier Francesco Pastore
- 24.08.1934 Sassolungo (Gruppo del Sassolungo), 3181 mt. - Parete est – Variante d’attacco della Via Demez-Stuffer. - 400 mt. la variante. V - Luigi Micheluzzi con Eustace Thomas e la guida svizzera Alexander Taugwalder
- 19.09.1934 Gran Vernel (Gruppo della Marmolada), 3205 mt. - Cresta nord-est – Via Micheluzzi. - 500 mt. IV - Luigi Micheluzzi, Giovanni Fosco e Isidoro Micheluzzi
- 08.09.1935 Sass da les Undesc (Gruppo della Marmolada), 2792 mt. - Cresta nord. - 500 mt. VI - Luigi Micheluzzi con Delio Burchiani
- 23.09.1935 Piccolo Pordoi (Gruppo del Sella), mt. 2669 - Spigolo ovest – Via Micheluzzi. - 500 mt. (650 mt. di sviluppo). IV+ - Luigi Micheluzzi con R. Brunati e la contessa Massimiliana Alberti Piva
- 23.09.1935 Torre Micheluzzi (Gruppo del Sella), mt. 2608 - Parete sud – Via Micheluzzi - 70 mt. IV - Luigi Micheluzzi con R. Brunati e la contessa Massimiliana Alberti Piva
- 26.09.1935 Piz Ciavazes (Gruppo del Sella), 2831 mt. - Parete sud – Via Micheluzzi. - 550 mt. (250 mt. la parte inferiore),  sviluppo 700 mt. (410 mt. la parte inferiore). VI - Luigi Micheluzzi ed Ettore Castiglioni[4]

## La prima salita italiana di sesto grado
Con la salita del Pilastro sud della Marmolada, Luigi fu il primo italiano ad aprire una via di sesto grado, livello al quale erano giunti a partire dal 1925 solo alpinisti austriaci e tedeschi.
Con la salita del Pilastro sud della Marmolada ad opera della cordata Micheluzzi-Perathoner-Christomannos, finalmente anche gli italiani raggiunsero il mitico sesto grado, addirittura superando per difficoltà la mitica via Solleder alla Civetta. Per qualche tempo anche la via aperta nello stesso 1929 da Emilio Comici e Giordano Bruno Fabjan e quella di Domenico Rudatis e Renzo Videsott vennero considerate di sesto grado, ma ben presto vennero svalutate, ed il primato italiano ricade quindi sulla via Micheluzzi al Pilastro sud della Marmolada.
Ettore Castiglioni, massimo studioso delle montagne e dei gradi di difficoltà, dall’alto della sua competenza alpinistica vissuta per esperienza diretta, parlando di Micheluzzi scrisse nel 1937: “aprendo così non soltanto la prima via italiana di 6º grado, ma realizzando altresì un’impresa che è ancor oggi da annoverare tra le più ardue delle Dolomiti”.
Vittorio Varale scrisse: “La scalata di Micheluzzi dev’essere considerata d’un valore a sé rispetto a quelle dello stesso anno di cui si è riferito. Se queste, poi, sono state oggetto di ridimensionamento, il pilastro della Marmolada non si tocca. Tra i tanti, e autorevoli giudizi in questo senso, quello di Walter Philipp che vi trovò passaggi in libera assai più duri della vicina via Soldà. Stessa cosa aveva detto Hermann Buhl. Stessa cosa ripetutami da Reinhold Messner: “Per me, vale quanto la Soldà e la Vinatzer”.
Sempre a detta di Reinhold Messner “queste due vie, la Comici alla Cima di Mezzo delle Tre Sorelle e lo spigolo della Busazza, verranno poi declassate. Ma c’è una terza via, aperta il 6 e 7 settembre di quello stesso anno, che resterà a lungo l’impresa più difficile nell’area dolomitica: il pilastro sud della Marmolada. Con questa via è ormai assodato che gli italiani sanno cimentarsi nel sesto grado. Rizzi, Piaz, Jori, i migliori scalatori del loro tempo, sono nel frattempo troppo in là con gli anni per poter in qualche modo influenzare l’evoluzione dell’arrampicata. Le giovani guide però non riescono ad andare oltre il V grado, con una sola eccezione: Luigi Micheluzzi di Canazei.”
Anche secondo Alessandro Gogna la via del Pilastro “fu il primo vero sesto grado italiano”.